# Pérez Prado
Pérez Prado, född 11 december 1916 i Matanzas, Kuba, död 14 september 1989 i Mexico City, Mexiko, var en kubansk orkesterledare, musiker och kompositör. Han kallades för "The King of Mambo", "kungen av mambo". Hans mest kända låtar innefattar "Mambo No. 5" (1949), "Cherry Pink (and Apple Blossom White)" (1955) och "Patricia" (1958).
Han har en stjärna för musikinsatser på Hollywood Walk of Fame vid adressen 1529 Vine Street.